# Nice-11 (tổng)
Tổng Nice-11 là một tổng của Pháp. Tổng này nằm ở tỉnh Alpes-Maritimes trong vùng Provence-Alpes-Côte d’Azur.

## Các đơn vị hành chính
Tổng Nice-11 bao gồm một phần của:
- Nice (một phần)

Các khu phố của Nice bao gồm trong tổng này:
- Le Piol
- Pessicart
- Cessole
- Las Planas
- Comte de Falicon
- Vallon des Fleurs
- Saint-Pancrace

## Lịch sử
| Ngày bầu cử                                                       | Tên                     | Đảng | Tư cách                                 |
| ----------------------------------------------------------------- | ----------------------- | ---- | --------------------------------------- |
| Jean Guillaud là tổng ủy viên hội đồng đầu tiên của tổng Nice-11. |                         |      |                                         |
| 1985- 1998                                                        | M. Jean Guillaud        | UDF  |                                         |
| 1998 - 2007                                                       | M. Jean-François Knecht | PS   | Conseiller municipal de Nice            |
| 2007 - 2010                                                       | M. Daniel Benchimol     | UMP  | Doyen de la faculté de médecine de Nice |

## Biến động dân số
| 1882                                         | 1926 | 1962 | 1968 | 1975 | 1982 | 1990 | 1999   |
|                                              |      |      |      |      |      |      | 29 060 |
| -------------------------------------------- | ---- | ---- | ---- | ---- | ---- | ---- | ------ |
| Số liệu từ năm 1990: Dân số không tính trùng |      |      |      |      |      |      |        |